# John Duren
John Thomas Duren (Washington D. C., 30 de octubre de 1958) es un exjugador de baloncesto estadounidense que jugó 3 temporadas en la NBA. Con 1,90 metros de estatura, jugaba en la posición de base.

## Trayectoria deportiva

### Universidad
Jugó durante 4 temporadas con los Hoyas de la Universidad de Georgetown, donde promedió 13,4 puntos y 4,9 asistencias por partido. Fue el segundo mejor anotador de la década en su universidad, y el cuarto mejor pasador de todos los tiempos. En 1980 fue el primer jugador en hacerse con el galardón de Jugador del Año de la Big East Conference.

### Selección nacional
Fue convocado por Bobby Knight para la selección de Estados Unidos que disputó los Juegos Panamericanos de 1979 en Puerto Rico. Ganaron la medalla de oro, promediando en los 9 partidos que disputó 3,0 puntos, 0,8 rebotes y 0,9 asistencias por partido.

### Profesional
Fue elegido en la decimonovena posición del Draft de la NBA de 1980 por Utah Jazz, donde en su primera temporada apenas contó para su entrenador, siendo alineado nada más que en 40 partidos. Al año siguiente contó con alguna oportunidad más, siendo incluso titular en 9 encuentros, acabando la temporada con 3,4 puntos y 2,0 asistencias por noche.
Antes del comienzo de la temporada 1982-83 fue cortado por su equipo, firmando como agente libre por Indiana Pacers. Allí actuó como suplente de Jerry Sichting, promediando en su única temporada en el equipo 4,5 puntos y 2,4 asistencias por partido. Tras no renovar su contrato, acabó retirándose del baloncesto en activo.

## Estadísticas de su carrera en la NBA

### Temporada regular
| Temporada | Edad | Equipo         | Liga | P   | TIT | MIN  | TC  | TCA | %TC  | 3P  | 3PA | %3P  | TL  | TLA | %TL  | R.OF. | R.DEF. | REB | ASIS | ROB | TAP | PER | FP  | PTS |
| 1980-81   | 22   | Utah Jazz      | NBA  | 40  |     | 11.5 | 0.8 | 2.5 | .327 | 0.0 | 0.0 | .000 | 0.1 | 0.2 | .556 | 0.2   | 0.7    | 0.9 | 1.4  | 0.5 | 0.1 | 0.9 | 1.4 | 1.8 |
| 1981-82   | 23   | Utah Jazz      | NBA  | 79  | 9   | 13.4 | 1.5 | 3.4 | .451 | 0.0 | 0.1 | .273 | 0.3 | 0.5 | .730 | 0.2   | 0.9    | 1.1 | 2.0  | 0.3 | 0.1 | 0.9 | 1.8 | 3.4 |
| 1982-83   | 24   | Indiana Pacers | NBA  | 82  | 24  | 17.5 | 2.0 | 4.4 | .453 | 0.0 | 0.2 | .000 | 0.5 | 0.7 | .796 | 0.5   | 0.8    | 1.3 | 2.4  | 0.8 | 0.1 | 1.2 | 2.5 | 4.5 |
| Total     |      |                | NBA  | 201 | 33  | 14.7 | 1.6 | 3.6 | .435 | 0.0 | 0.1 | .120 | 0.4 | 0.5 | .750 | 0.3   | 0.8    | 1.1 | 2.0  | 0.5 | 0.1 | 1.0 | 2.0 | 3.5 |